# Yönten Gyatso
Yonten Gyatso (Mongolia, 1589 – Tibet, 1617) è stato il quarto Dalai Lama del Tibet.

## Biografia
Yonten Gyatso nacque nel 1589, ed era il pronipote dell'imperatore mongolo Altan Khan.
Riconosciuto quale reincarnazione di Sönam Gyatso, il terzo Dalai Lama, incominciò a quattro anni la propria educazione in Mongolia, dove da tempo era iniziata la costruzione di monasteri buddhisti e la traduzione di molte importanti opere relative alla dottrina insegnata dal Buddha.
Nel 1602 lasciò la corte dei Khan alla volta del Tibet, la sua terra natale dove il Buddhismo prendeva sempre più piede, trasformandosi in una società monastica.
Morì nel 1617 e fu tumulato accanto ai suoi predecessori a Drepung.